# Paulo Henrique Amorim
Paulo Henrique dos Santos Amorim (Rio de Janeiro, 22 de fevereiro de 1942 — Rio de Janeiro, 10 de julho de 2019), também conhecido pela sigla PHA, foi um jornalista e escritor brasileiro.
Paulo Henrique Amorim atuou no ramo de jornalismo desde 1961. Escrevia para diversos jornais e revistas do país e criou o portal Conversa Afiada. Entre 2006 e 2019, foi apresentador do Domingo Espetacular pela RecordTV.

## Biografia
Paulo Henrique foi sociólogo, cientista político e trabalhou como jornalista para muitas das maiores redes de mídia de massa brasileiras, como Rede Manchete, Grupo Abril, Jornal do Brasil, TV Globo, Rede Bandeirantes e TV Cultura. A partir de 2003, trabalhou na TV Record. Em modo online, trabalhou para ZAZ, Terra, UOL e iG. Ele também criou um portal independente chamado Conversa Afiada, "localizado em algum lugar da Web 2.0".
Paulo Henrique faleceu em casa, na noite do dia 10 de julho de 2019 aos 77 anos, devido a um infarto fulminante.

## Carreira

### Mídia impressa
Em 1961 Paulo Henrique, iniciante na profissão de jornalista, com apenas 18 anos de idade, também conhecido como foca no jornal A Noite, foi incumbido de cobrir a renúncia do então presidente do Brasil Jânio Quadros e, por consequência dessa renúncia, cobriu a mobilização chamada Campanha da Legalidade, liderada por  Brizola, das dependências do Palácio Piratini, há época governador do estado do Rio Grande do Sul. Tal campanha de mobilização adiou uma Tentativa de golpe de Estado no Brasil e garantiu a posse do vice de Jânio, João Goulart até ocorrer de fato o  Golpe de Estado de 1964, que depôs Jango da presidência do Brasil.
Foi repórter e primeiro correspondente internacional da Abril Editora em Nova Iorque, iniciando na revista Realidade e, depois da revista Veja.

### Televisão
Passou pela emissoras de TVs Manchete e Globo, tendo aberto sucursais para esses veículos em Nova Iorque, Estados Unidos, passando parte da sua vida trabalhando no exterior, onde se casou e foi pai de uma menina. Cobriu para o programa Fantástico, entre 1985 e 1996, vários eventos com repercussão internacional, como: a eclosão do vírus ebola na África (1975 a 1976); os distúrbios raciais (1992); a eleição e posse de Bill Clinton para Presidência dos Estados Unidos da América do Norte (1993); o terremoto de Los Angeles (1994); a guerra civil de Ruanda e a rebelião zapatista no México (1994).. 
Em 1996, deixou a Rede Globo pela Rede Bandeirantes, onde passou a apresentar o telejornal Jornal da Band e o programa político Fogo Cruzado. que por adotar postura independente, já produziu desentendimentos com diversos políticos ao vivo.
Em 13 de janeiro de 1999, deixou de comparecer à emissora para apresentação do telejornal e foi substituído. Segundo a imprensa, o não comparecimento foi um gesto de protesto contra a direção da emissora por implantar uma Unidade Produtora de Jornalismo, planejada com a finalidade de gerar reportagens para os noticiários da rede, padronização essa que tiraria a autonomia e o diferencial do programa "Jornal da Band". Quando a emissora decidiu demití-lo por abandono de emprego, Paulo Henrique acusou a emissora, por meio da imprensa, de vários crimes, os quais renderam-lhe cinco processos. Amorim também processou o canal por quebra de contrato, sendo reconhecido o seu direito em primeira instância, sem recurso.
No mesmo ano, a TV Cultura o contratou, apresentando o talk-show Conversa Afiada (produzido por sua empresa PHA Produções), que chegou ser exibido também pela TVE Brasil e na TV NBR. O programa durou até o final de 2002, quando terminou o contrato.
Em 2003, foi contratado pela Rede Record, onde apresentou o telejornal noturno Jornal da Record 2ª Edição (extinto em 2007) e o Edição de Notícias. De 2004 até o final de janeiro de 2006, passou a apresentar a revista eletrônica exibida no final de tarde Tudo a Ver, com Janine Borba e posteriormente com Patrícia Maldonado. Em fevereiro de 2006, passou a apresentar o programa Domingo Espetacular, com Fabiana Scaranzi, Janine Borba e Adriana Araújo na mesma rede de televisão.
Amorim ficou no comando da revista eletrônica até 23 de junho de 2019, quando foi afastado do comando da atração por imposições e censura do então governo federal em exercício.
..

### Internet
PHA trabalhou no WebTV, do extinto ZAZ e em 2000 inaugurou o UOL News no UOL
Em agosto de 2006, foi contratado pelo portal iG, para ser blogueiro do Conversa Afiada, mesmo molde que tinha na época da TV Cultura, mas em versão on-line, em cuja página principal tinha um quadro de destaque permanente. Diversos políticos e jornalistas (entre eles, Mino Carta e José Dirceu), tinham estreado os seus blogs na época. No entanto, ficou pouco mais de um ano meio, sendo demitido em 2008. Amorim relançou o blog Conversa Afiada no mesmo dia precariamente, apenas em um link provisório, posteriormente mudado para um definitivo, e afirmou que o contrato havia sido encerrado devido às críticas que fez ao suspeito processo de fusão da Brasil Telecom e a Oi, formando a Br Oi, segundo o qual o jornalista afirmava que várias personalidades políticas se beneficiaram ilicitamente no processo, sob tolerância pelo Governo Federal. Contratou o advogado Marcos Bitelli para entrar na Justiça contra o site a fim de obter mandado de segurança, almejando recuperar todos os arquivos e posts publicados. Ele previu também a crise político-econômica no Brasil de 2014 a 2018.

## Condenações em tribunais
Em 31 de maio de 2011, a 18ª Câmara Cível do Tribunal de Justiça do Rio de Janeiro manteve a sentença de primeira instância que condenava Amorim a pagar R$30 mil a título de indenização a Ali Kamel. Na sentença de primeiro grau, o então juiz Ledir Dias de Araújo ressaltou que as críticas jornalísticas são sustentáveis e estimulam as pessoas a formarem suas opiniões, mas não podem imputar crime de forma aleatória ou falsa a alguém. “Ficou comprovado abuso cometido pelo réu ao expor sua opinião sobre a pessoa do autor, relacioná-la à autoria deste livro e também de forma extremamente ofensiva, o que acarreta o dever de indenizar.”. Para o juiz, não há dúvida de que houve ofensa “em dois aspectos, ou seja, atinge a sua honra subjetiva, a dor íntima sofrida por tais colocações e ainda atinge a honra objetiva, o rescaldo do fato do meio social em que vivem e na família".
Em 14 de setembro de 2011, Amorim foi condenado pela Justiça do Rio de Janeiro a indenizar R$100 mil por danos morais e acusação sem provas ao advogado Nélio Machado. O blogueiro publicou em 2008, que o motivo pelo qual o advogado libertou duas vezes Daniel Dantas da prisão é que ele era "carioca muito esperto", se reuniu com assessores do ministro do STF Gilmar Mendes para suborná-los, após conhecê-los. Dantas foi libertado da custódia. A reunião nunca ocorreu.
Em 23 de janeiro de 2012, foi proferida sentença assinada pelo juiz Daniel Luiz Maia Santos, da 4ª Vara Cível de São Paulo, que condenou, em 9 de janeiro, Amorim a pagar R$30 mil a Paulo Souza, por chamá-lo no blog de "Paulo afrodescendente", e divulgar o endereço onde morava. Na ação, o juiz rejeitou o envolvimento de Paulo Preto no recebimento de jóias roubadas (que haviam sido publicadas no jornal ABC Diário dias antes), por chamar seu nome para a Operação Castelo de Areia no caso do Rodoanel. Porém, o juiz condenou o jornalista por divulgar o endereço (violação de privacidade) e considerou o apelido inventado pelo jornalista como “atitude discriminatória” (racista) e determinou o pagamento de indenização.
Em 24 de fevereiro de 2012, foi condenado a indenizar Heraldo Pereira. Pelo acordo, assinado e reconhecido pelas partes envolvidas, Paulo Henrique Amorim se comprometeu a doar R$30 mil para uma instituição de caridade indicada por Heraldo Pereira. bem como publicar três notas de retratações nos jornais O Estado de S. Paulo, Correio Braziliense e blog Conversa Afiada, inclusive removendo todas as ofensas do blog.
Em 27 de maio de 2013, Amorim foi condenado pela 18ª Vara Cível de Brasília a indenizar o ministro do Supremo Tribunal Federal, Gilmar Mendes, por publicações ofensivas em seu blog. Ao todo, o blogueiro foi condenado a pagar R$100 mil, que foram doados à Associação de Pais e Amigos dos Excepcionais (APAE) de Diamantino (MT), cidade natal do ministro.
Em outro processo de Heraldo Pereira, em 20 de junho de 2013, Paulo Henrique Amorim foi condenado por difamação contra Heraldo, cuja pena de 1 ano e 8 meses foi convertida em restrição de direitos.
No dia 28 de agosto de 2015, Paulo Henrique Amorim foi condenado novamente a indenizar o diretor de notícias da TV Globo, Ali Kamel. A juíza Lindalva Soares Silva, da 44ª Vara Cível do Rio de Janeiro, fixou em R$20 mil o valor a ser pago pelo blogueiro por danos sofridos em entrevista ao Sindicato dos Jornalistas do Estado. Segundo o juiz, “numa sociedade civilizada, um jornalista precisa administrar com precisão e equilíbrio o que diz, porque essa é a matéria-prima do seu trabalho”. A liberdade de expressão continua a julgar, “não podem romper com os padrões de convivência civilizada, de respeito mútuo, podem gerar situações de constrangimento através de palavras desproporcionais, ainda que atreladas à crítica”.

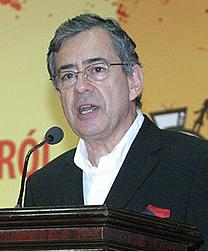
Paulo Henrique Amorim durante palestra. Foto de 2009.

## Cronologia televisiva
| Ano     | Título                     | Cargo          | Emissora          |
| ------- | -------------------------- | -------------- | ----------------- |
| 1983–84 | Jornal da Manchete         | Correspondente | Rede Manchete     |
| 1985–96 | Fantástico                 | Correspondente | TV Globo          |
| 1996–99 | Jornal da Band             | Apresentador   | Rede Bandeirantes |
| 1996–99 | Fogo Cruzado               | Apresentador   | Rede Bandeirantes |
| 1999–02 | Conversa Afiada            | Apresentador   | TV Cultura        |
| 2003–04 | Jornal da Record 2ª Edição | Apresentador   | Record            |
| 2004–06 | Tudo a Ver                 | Apresentador   | Record            |
| 2004–05 | Edição de Notícias         | Apresentador   | Record            |
| 2006–19 | Domingo Espetacular        | Apresentador   | Record            |

## Prêmios
- 1972: PHA ganha Prêmio Esso[25] na categoria Prêmio Esso de informação econômica pela reportagem "A renda dos brasileiros" na revista Veja;
- 1999: Programa Jornal da Band, apresentado por PHA, ganhou o prêmio de Melhor Telejornal de 98 da APCA[26]
- 1999: Programa Fogo Cruzado ganhou o prêmio de Melhor Programa Jornalístico da APCA[26]
- 2016: Site Conversa Afiada ganha Prêmio Influenciadores Digitais 2016 na categoria "Economia, Política e Atualidades".[27]

## Controvérsias
Paulo Henrique Amorim era um forte crítico da imprensa, e um dos criadores da sigla PiG, comportamento este que já levou a ser condenado por injúria e difamação por profissionais da imprensa. Um dos seus maiores alvos na imprensa era a Rede Globo. Em 2015, lançou o livro "O Quarto Poder– Uma Outra História".
PHA também era um crítico da Operação Lava Jato. Em março de 2016, num vídeo que publicou no YouTube, PHA acusou a Polícia Federal do Brasil de atuar de forma "golpista", "irresponsável", "subversiva" e "criminosa”, sugerindo que a então presidente Dilma Rousseff demitisse todos os servidores do órgão, “do diretor-geral ao contínuo que serve cafezinho”.

### Condenações na justiça
Paulo Henrique Amorim foi condenado a indenizar por injúria e difamação diversas pessoas. Algumas delas são:
- Nélio Machado[35][nota 1]
- Daniel Dantas[36]
- Lasier Costa Martins[37]
- Gilmar Mendes[38][nota 2]
- Ali Kamel[30]
- Sérgio Menezes[40]
- Merval Pereira[41][nota 3]

#### Injúria racial
- Heraldo Pereira.[29][nota 4]